# Das Haus der Treppen
Der Roman Das Haus der Treppen (1974, englisch The House of Stairs) von William Sleator handelt von fünf Waisenkindern, die aufgrund eines Experiments in einem Haus gefangen gehalten werden, in dem es nur Treppen gibt. 
In seinem bekanntesten Werk beschreibt William Sleator fünf jugendliche Waisen, die ohne ihr Wissen und ihre Zustimmung in einem Experiment benutzt werden, in dem die Grenzen ihrer Willenskraft und Anpassungsfähigkeit erforscht werden, bis die Situation außer Kontrolle gerät. Zweck des Experiments ist der Versuch, durch Konditionierung aggressive und willenlose Soldaten zu schaffen. Zentraler Punkt in diesem Science-Fiction-Roman ist eine Maschine, die nur auf bestimmte Aktionen der Teilnehmer Essen ausgibt, später nur bei aggressiven Attacken die Jugendlichen mit Nahrung versorgt. Hierdurch kommt es zu einer Verschärfung der Situation, die letztlich durch die Verweigerung des gewalttätigen Verhaltens von zwei Jugendlichen aufgelöst wird.
Der Roman erschien auf Deutsch erstmals 1976 im Walter Verlag, seitdem gab es mehrere Neuauflagen bei Dtv.

## Inhalt
Die fünf sechzehnjährigen Jugendlichen Peter, Lola, Abigail, Blossom und Oliver werden entführt und in einem riesigen Raum eingesperrt, der nur aus Treppen und Brücken, verbunden mit kleinen Podesten, besteht. Es gibt keinen Ausgang, egal in welche Richtung sie über die schmalen Stiegen laufen.
Als Toilette  dient ihnen eine Mulde auf einer Brücke, durch die permanent ein Strahl Wasser läuft. Ihre einzige Nahrungsquelle ist ein seltsamer Automat, der, wenn sie gewisse Dinge tun, die sie aber selbst herausfinden müssen, als Belohnung kleine Fleischkugeln ausspuckt. Dies funktioniert nur zeitweise in Abständen von Stunden. Wann dieser Moment gekommen ist, erfahren die Jugendlichen durch unartikulierte Flüsterstimmen, die jeder von ihnen anders interpretiert, und durch das Aufblinken eines roten (manchmal auch grünen) Lichts. Dennoch erhalten sie nie genug Nahrung, um satt zu werden.
Mit der Zeit verbessern die Teilnehmer durch die antrainierten Taten ihr Gespür dafür, was sie als Nächstes verändern müssen, und die Maschine sorgt längere Zeit für genug Nahrung. Als Blossom beginnt, die anderen gegen Lola aufzuhetzen, werden sie wiederum belohnt. So begreifen sie, dass Gewalt und böse Taten von ihnen gefordert werden. Peter und Lola wollen sich dagegen wehren und grenzen sich von den übrigen Teilnehmern und deren Aggressionen ab. Sie hungern lange Zeit allein. Das Verhalten der Gruppe wird immer angespannter, bis sie einen Angriff auf die zwei Außenseiter starten, der nicht wie geplant verläuft, ihnen aber trotzdem Essen einbringt. Kurz bevor Lola und Peter sterben, entschließen sie sich, aufzugeben. Doch da werden alle fünf von Forschern abgeholt, und die Situation wird aufgeklärt. Es handelte sich um ein Experiment, um sie zu wachsamen und willenlosen Soldaten zu erziehen.
Da das Experiment bei Lola und Peter fehlschlägt, werden sie auf eine Insel geschickt, die anderen Teilnehmer jedoch müssen für weitere Experimente im Labor bleiben.

## Figuren
1. Peter: Er trauert den alten Zeiten nach, in denen er mit Jasper, seinem besten Freund aus einem Waisenhaus, in dem er einmal war, viel Zeit verbracht hatte. Er sitzt meistens herum und starrt starr geradeaus, denn er flüchtet in eine Art Traumwelt, aus der ihn nur Oliver wecken kann, denn er sieht in Oliver seinen besten Freund Jasper wieder.
2. Lola: Sie ist frech, energisch und dynamisch. Sie ist eine eigenwillige Persönlichkeit mit einem starken Willen, die gerne die Gruppe leitet. Sie raucht, doch eigentlich ist es allen „Kindern“ verboten.
3. Blossom: Sie ist die Einzige, die schon einmal in einem richtigen Haus, mit ihrer Familie, gelebt hat. Sie ist übergewichtig und legt großen Wert darauf, regelmäßig Nahrung zu sich zu nehmen. Sie schreckt vor nichts zurück, um sich einen Vorteil zu verschaffen. Außerdem dominiert sie die Gruppe am liebsten und hetzt die Gruppenmitglieder gegen Lola auf.
4. Abigail: Eine recht hübsche Blondine, die sich, wie fast jedes Mädchen, in Oliver verliebt. Sie fällt oft den Streichen der anderen zum Opfer, da sie sehr gutgläubig ist.
5. Oliver: Er spielt mit Abigails Gefühlen, denn er weiß genau, wie verfallen sie ihm ist, leider wird er ihr gegenüber auch handgreiflich. Er genießt es auch, als einziger Peter wecken zu können, es verleiht ihm ein Gefühl von Macht. Er ist recht gut gebaut und gutaussehend. Er möchte auch gerne der Anführer der Gruppe sein.